# Když se čas naplnil…
Když se čas naplnil… (v anglickém originále When Time Ran Out…) je americký katastrofický film z roku 1980, který režíroval James Goldstone a ve kterém si zahráli Paul Newman, Jacqueline Bisset a William Holden. Ve vedlejších rolích se představili James Franciscus, Ernest Borgnine, Red Buttons, Burgess Meredith, Valentina Cortese, Veronica Hamel, Pat Morita, Edward Albert, Alex Karras a Barbara Carrera.
Scénář Carla Foremana a Stirlinga Silliphanta, který produkoval Irwin Allen, volně vychází z románu Gordona Thomase a Maxe Morgana-Wittse Den, kdy skončil svět z roku 1969, popisujícího skutečný výbuch sopky Mount Pelée na Martiniku v roce 1902, při němž během pěti minut zahynulo v důsledku pyroklastického proudu 30 000 lidí.
Po kasovním triumfu filmu Skleněné peklo o šest let dříve se Newman a Holden podruhé a naposledy objevili ve společném filmu a také se zde znovu setkali Borgnine a Buttons z filmu Dobrodružství Poseidonu. Když došel čas… byl však komerčním propadákem a Allenovým posledním filmem v kinech a je často považován za poslední katastrofický film 70. let. Snímek byl kritikou odmítnut a komerčně zklamal. Práce Paula Zastupneviche na filmu byla oceněna nominací na Oscara za nejlepší kostýmy.

## Děj
Shelby Gilmore, majitel luxusního resortu Kalaleu Gilmore na tichomořském ostrově, chce za ženu svou sekretářku Kay Kirby, ale ta miluje ropného vrtaře Hanka Andersona. Hankovi vědci varují, že sopka Mauna Nui brzy vybuchne. Shelbyho partner Bob Spengler, který ostrov zdědil, ignoruje varování a ujišťuje hosty, že nebezpečí je přehnané. Sám je zapleten do milostného trojúhelníku se svou ženou Nikki a milenkou Iolani.
V hotelu se ubytují podvodník Fendly, detektiv Conti, a starší cirkusoví provazochodci Rene a Rose. Hank a Spengler sestoupí do sopky v průzkumné kapsli a jen těsně uniknou výbuchu lávy. Brzy poté Mauna Nui exploduje, způsobuje tsunami a zabíjí Hankovy pracovníky. Hosté hotelu propadnou panice, ukradnou vrtulník, který je zničen, zatímco Hank a Kay zachraňují lidi na farmě. Spengler trvá na tom, že hotel je bezpečný, ale ohnivé koule začnou ničit budovu a Conti je těžce popálen.
Hank s Kay vedou skupinu přeživších, včetně Shelbyho, Briana, Fendlyho, Contiho, Reneho, Rose a dalších. Na cestě musí překonat roklinu po provizorním mostě. Rose podlehne srdečnímu selhání, zatímco Rene zachrání místní dítě přechodem přes lávovou řeku po laně. Sopka chrlí ohnivé koule, jedna zasáhne hotel a zabíjí Spenglera, Nikki a všechny, kdo zůstali.
Druhý den se přeživší vynoří z jeskyně a míří na bezpečnější část ostrova.